# Izgoj
Izgoj (ros. Изгои, ukr. Ізгой) – używana w średniowiecznej Rusi nazwa osób wykluczonych ze społeczeństwa ze względów materialnych.
Dotyczyła zarówno chłopów wykluczonych ze swojej gromady wskutek przemian feudalnych, jak i książąt nieposiadających własnej włości i w związku z tym nieposiadających żadnego zabezpieczenia materialnego (zamieszkiwali oni najczęściej na dworach spokrewnionych książąt).
Określenia tego zaprzestano używać w XIV wieku.